# Jean Noret
Jean Noret (La Chapelle Gautier, 18 de novembre de 1909 - París, 11 de novembre de 1990) va ser un ciclista francès que fou professional entre 1933 i 1939. Durant aquests anys aconseguí 3 victòries.

## Palmarès
- 1931
  - 1r a la París-Chauny
- 1933
  - 1r a la París-Laigle
- 1934
  - 1r a la París-Caen
  - 1r a la Bordeus-París